# The Big 4 Live from Sofia, Bulgaria
'The Big 4 Live from Sofia, Bulgaria' — спільний DVD/Blu-ray концертний альбом гуртів Metallica, Megadeth, Slayer і Anthrax, відомих як «велика четвірка треш-металу». Концерт відбувся 22 червня 2010 року.

## Підготовка до концерту та концерт
В середу, 16 червня 2010 року фестивалі на Sonisphere Festival у аеропорті Бемово, Варшаві,Польща, «велика четвірка» вперше виступили разом. Учасники всіх чотирьох груп(окрім Джеффа Ханнемана з Slayer) сфотографувалися разом днем раніше. Сам концерт відбувся 22 червня. Подія знімалася і транслювалася через супутники в 450 кінотеатрах Америки та 350 кінотеатрах Європи, Канади та Латинської Америки. Білети продавались за 20 $ на TheBigFourLive.com. Покази також проводили в кінотеатрах Австралії, Нової Зеландії та Південної Африки, але не в прямому ефірі.

## Відгуки критиків
Альбом був сприйнятий критиками позитивно. Том Юрек дав 4 з 5 зірок в огляді AllMusic. Він відмітив пісні «Madhouse» та «Antisocial» гурту Anthrax, «Head Crusher» та «Peace Sells/Holy Wars Reprise» гурту Megadeth, «Angel of Death», «Seasons in the Abyss» та «Raining Blood» гурту Slayer, «Fade to Black», «Creeping Death», «Master of Puppets» та «For Whom the Bell Tolls» гурту Metallica а також «Am I Evil?», яку групи виконали разом.

## Список композицій

### Anthrax
DVD 1/CD 1
1. Caught in a Mosh
2. Got the Time
3. Madhouse
4. Be All, End All
5. Antisocial
6. Indians/Heaven & Hell
7. Medusa
8. Only
9. Metal Thrashing Mad
10. I Am the Law

### Megadeth
DVD 1/CD 2
1. Holy Wars... The Punishment Due
2. Hangar 18
3. Wake Up Dead
4. Head Crusher
5. In My Darkest Hour
6. Skin o' My Teeth
7. À Tout le Monde
8. Hook in Mouth
9. Trust
10. Sweating Bullets
11. Symphony of Destruction
12. Peace Sells/Holy Wars Reprise

### Slayer
DVD 1/CD 3
1. World Painted Blood
2. Jihad
3. War Ensemble
4. Hate Worldwide
5. Seasons In The Abyss
6. Angel Of Death
7. Beauty Through Order
8. Disciple
9. Mandatory Suicide
10. Chemical Warfare
11. South of Heaven
12. Raining Blood

### Metallica
DVD 2/CD 4 & 5
1. Creeping Death
2. For Whom The Bell Tolls
3. Fuel
4. Harvester of Sorrow
5. Fade to Black
6. That Was Just Your Life
7. Cyanide
8. Sad but True
9. Welcome Home (Sanitarium)
10. All Nightmare Long
11. One
12. Master of Puppets
13. Blackened
14. Nothing Else Matters
15. Enter Sandman
16. Am I Evil? (разом з Megadeth, Anthrax та Slayer)
17. Hit the Lights
18. Seek & Destroy

## Учасники запису

### Anthrax
- Джоуї Беладонна — вокал
- Роб Каджіано — соло-гітара
- Скот Ян — ритм-гітара, бек-вокал
- Френк Белло — бас-гітара, бек-вокал
- Чарлі Бенанте — барабани

### Megadeth
- Дейв Мастейн — вокал, гітара
- Кріс Бродерік — гітара, бек-вокал
- Девід Еллефсон — бас-гітара, бек-вокал
- Шон Дровер — барабани

### Slayer
- Том Арайа — вокал, бас-гітара
- Джефф Ханнеман — гітара
- Керрі Кінг — гітара
- Дейв Ломбардо — барабани

### Metallica
- Джеймс Хетфилд — вокал, ритм-гітара
- Кірк Хаммет — соло-гітара, бек-вокал
- Роберт Трухільйо — бас-гітара, бек-вокал
- Ларс Ульріх — барабани